# Ossá

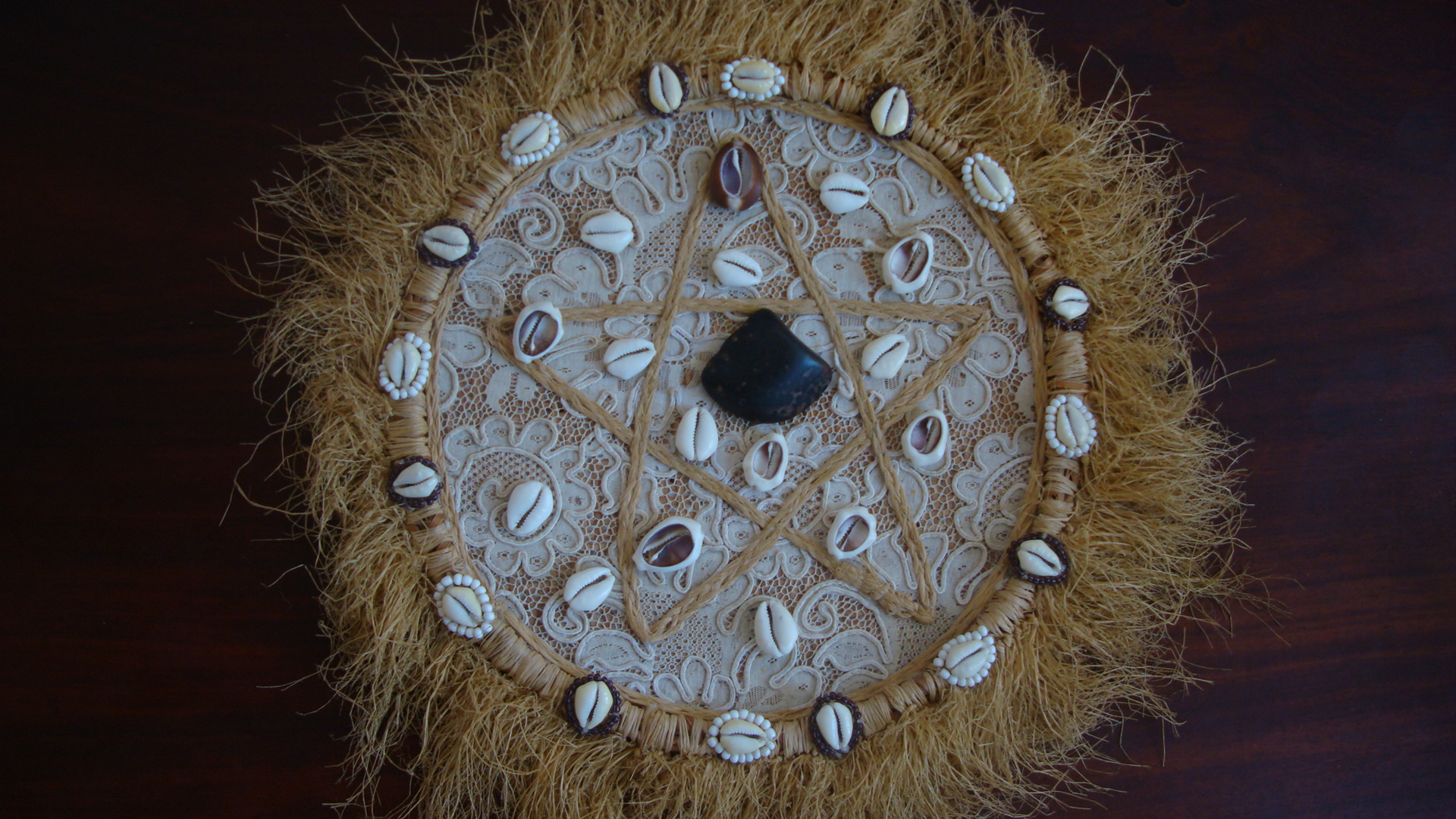
Ossá

Ossá é um odu do oráculo de ifá, representado no merindilogum com nove conchas abertas pela natureza e sete fechadas. Nesta caída responde Oiá, Obaluaiê, Obá, Iemanjá, Egum, Ori. Significa carrego de santo ou cargo de santo, pessoa lutadora, autoritária, independente, que vive cercada de pessoas que fingem ser seus amigos. Deve cuidar de egum constantemente para que tenha prosperidade.